# Tom Perera

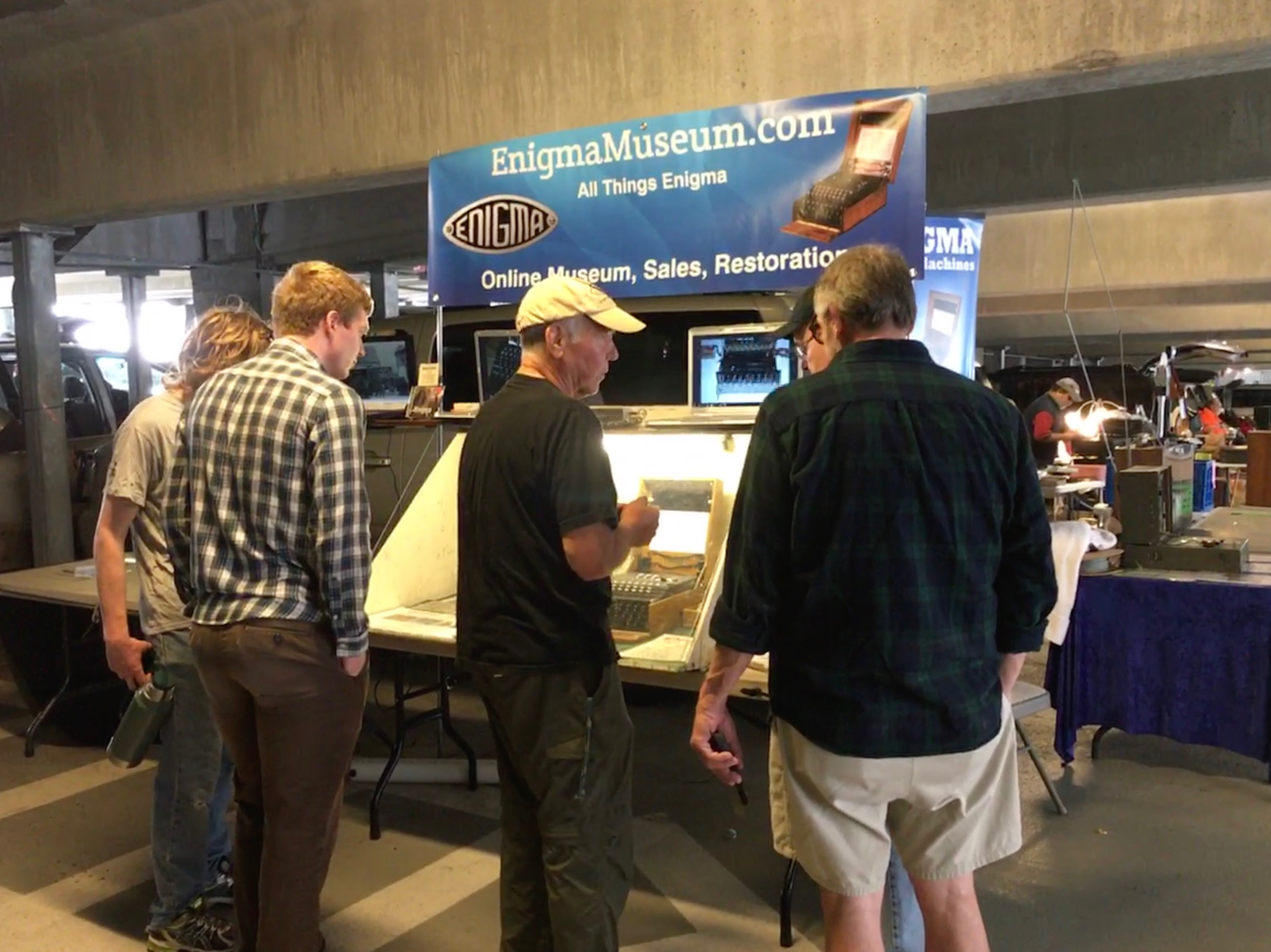
Tom Perera (hier mit heller Kappe in der Mitte) am Stand seines EnigmaMuseums auf dem MIT-Flohmarkt vor einer Enigma-Maschine (2017)

Thomas Biddle Perera (* November 1938) ist ein emeritierter Professor für Psychologie der Montclair State University. Zu seinen Hobbys zählt der Amateurfunk sowie das Sammeln von Morsetasten und von Rotor-Chiffriermaschinen.

## Leben

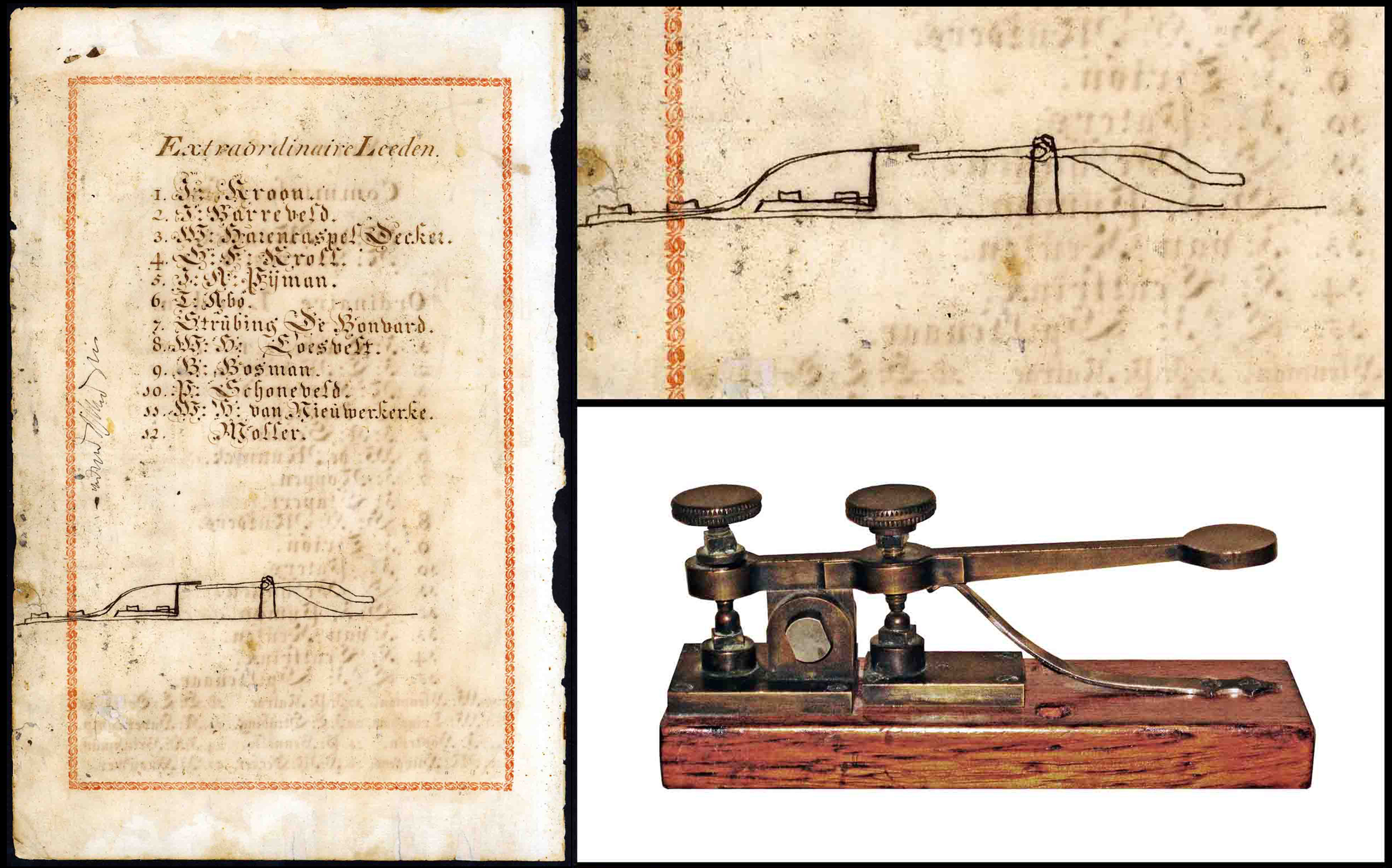
Frühe Morsetaste (ca. 1844), ähnlich wie Tom sie in seinem virtuellen Museum zeigt und beschreibt

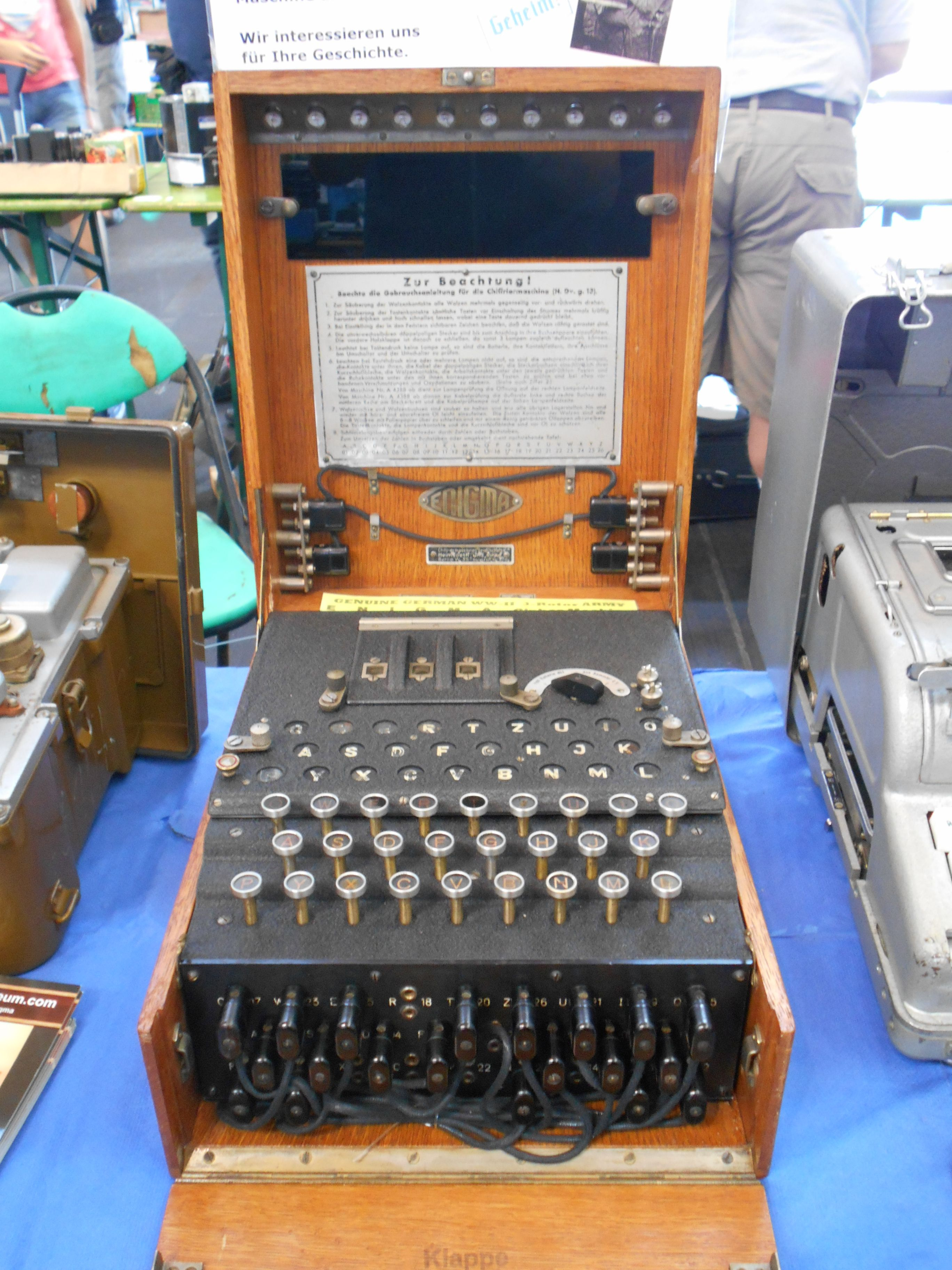
Rotor-Chiffriermaschine Enigma I auf seinem Flohmarktstand während der Ham Radio (2016)

Tom, wie er von seinen Freunden genannt wird, erwarb im Jahr 1961 den Bachelor und 1963 den Master of Arts von der Columbia University in New York City. Fünf Jahre später, 1968, wurde ihm dort der Doktorgrad Ph.D. (Doctor of Philosophy) verliehen. Seine Dissertation trägt den Titel: An experimental analysis of agonistic and antagonistic pre-overt muscle responses during human escape-avoidance conditioning.
Er befasste sich jahrzehntelang beruflich mit den Neurowissenschaften, insbesondere der Informationsdekodierung im menschlichen Gehirn, und hat dazu an der Universität in Montclair (New Jersey) geforscht und gelehrt. Darüber hinaus gelten seine Interessen auch anderen Themen, wie Ökologie, Kryptologie und Funktechnik.
Seine erste Amateurfunklizenz erwarb er im Jahr 1953 im Alter von 15 Jahren und kaufte seine ersten Funkgeräte (als Bausätze) in der Radio Row von New York City. Seit mehr als siebzig Jahren ist er aktiver Funkamateur (Rufzeichen W1TP) und nutzt nahezu alle Bänder und Betriebsarten. Sein besonderes Interesse gilt der Geschichte der Morsetasten ab deren Erfindung in den frühen 1830er-Jahren. Er besitzt mehrere hundert Tasten aus allen Epochen, hält Vorträge und schreibt Bücher dazu. In seinem virtuellen Museum, dem Telegraph and Scientific Instrument Museum, präsentiert er über 3000 unterschiedliche Morsetasten.
Bereits in den frühen 1970er-Jahren, als die aufkommenden Umweltprobleme von vielen Menschen noch ignoriert wurden, hat er zusammen mit seinem Koautor Wallace Orlowsky Fragen zum Schutz der Umwelt aufgeworfen und dazu die Schriften Who will wash the river? (1970) („Wer wird den Fluss waschen?“) sowie Who Will Clean The Air? (1971) („Wer wird die Luft reinigen?“) verfasst.
Im Jahr 1975 schrieb er zusammen mit seiner Ehefrau, Gretchen Perera, das Buch Your Brain Power, in dem erläutert wird, wie das Gehirn arbeitet.
Darüber hinaus ist Tom ein leidenschaftlicher Sammler von Chiffriermaschinen. Unter anderem besitzt er mehrere Enigma-Maschinen, für die er im Jahr 1987 das EnigmaMuseum mit Sitz im amerikanischen Bundesstaat Vermont gegründet hat. Regelmäßig präsentiert er auf internationalen Veranstaltungen Exponate, unter anderem auf der Ham Radio in Friedrichshafen (Bild), und er handelt auch damit. In seinem reich bebilderten Buch Inside Enigma erläutert er anhand von mehr als 650 Fotos detailliert, wie die Enigma-Maschinen aufgebaut waren, wie sie funktionierten, wie sie verwendet wurden und warum die Enigma-Verschlüsselung nahezu unknackbar war.
Tom und Gretchen Perera haben einen Sohn, Dan Perera, der die Leidenschaft für die Enigma mit seinen Eltern teilt (siehe auch: Foto unter Weblinks).

## Schriften (Auswahl)
- mit Wallace Orlowsky: Who will wash the river? Coward, McCann & Geoghegan, 1970 (exlibrisgroup.com).
- mit Wallace Orlowsky: Who Will Clean The Air? Gyan Books, 1971 (gyanbooks.com).
- mit Gretchen Perera: Your Brain Power. In: Science is what and why. Coward, McCann & Geoghegan, 1975, ISBN 0-698-20334-8 (google.de).
- Telegraph Collectors Guidebook (3. Auflage). Radio Society of Great Britain, 2008 (universal-radio.com).
- mit Dan Perera: Inside Enigma (2. Auflage). Radio Society of Great Britain, 2019, ISBN 978-1-910193-71-6 (enigmamuseum.com).